# Moise Guran
Moise Guran (n. 8 iulie 1974, Drobeta-Turnu Severin, Mehedinți, România) este un jurnalist român pe teme economice.

## Copilărie și studii
Născut în Drobeta-Turnu Severin, a absolvit Facultatea de Drept din cadrul Universității București și apoi a urmat cursurile Școlii BBC pentru televiziune.

## Activitate profesională
A lucrat ca reporter la Tineretul Liber (1994), reporter special la Evenimentul Zilei (1994-1997), redactor la Academia Cațavencu (1997-1998) și apoi ca redactor economic la „Informația Bucureștiului” (1998-1999).
Din anul 1999 lucrează în televiziune, mai întâi ca reporter și corespondent economic la postul TV Antena 1. Din anul 2005, a realizat emisiunea Biz Bazar de la postul TV Antena 3, de unde a demisionat la 1 octombrie 2010.
De la 18 octombrie 2010, Moise Guran a început să prezinte emisiunea Ora de business, difuzată pe TVR2. De pe data de 22 octombrie 2012, emisiunea s-a mutat pe TVR 1.
Din data de 14 septembrie 2015, Moise Guran a mutat emisiunea Biziday la Digi 24, unde aceasta a fost pusă pe post mai puțin de un an. A prezentat și realizat emisiunea România în direct la postul de radio Europa FM până în ianuarie 2020.
La 15 ianuarie 2020 a anunțat că părăsește cariera de jurnalist și intră în politică (alături de USR), dar a revenit apoi asupra deciziei .

## Viață personală
Se consideră agnostic.